# Nagiya Mori
Nagiya Mori (japanisch 森 凪也; * 3. Juli 1999) ist ein japanischer Leichtathlet, der sich auf den Langstreckenlauf spezialisiert hat.

## Sportliche Laufbahn
Erste internationale Erfahrungen sammelte Nagiya Mori im Jahr 2025, als er bei den Asienmeisterschaften in Gumi in 13:25,06 min auf Anhieb die Bronzemedaille hinter dem Inder Gulveer Singh und Kieran Tuntivate aus Thailand gewann.

## Persönliche Bestleistungen
- 3000 Meter: 7:41,58 min, 18. Mai 2025 in Tokio
- 5000 Meter: 13:15,07 min, 12. April 2025 in Kumamoto
  - 5000 Meter (Halle): 13:36,33 min, 14. Februar 2025 in Boston